# Oleksandr Nedovjesov
Oleksandr Nedovjesov (Oekraïens: Олександр Сергійович Недовєсов) (Aloesjta, 15 februari 1987) is een Kazachse tennisspeler. Tot 2013 had hij de Oekraïense nationaliteit. Hij heeft nog twee ATP-toernooien in het dubbelspel gewonnen. Wel deed hij al mee aan grandslamtoernooien. Hij heeft drie challengers in het enkelspel en tien challengers in het dubbelspel op zijn naam staan.

## Palmares
| Legenda                       | Legenda               |
| ----------------------------- | --------------------- |
| Grand Slam                    |                       |
| Olympische Spelen             |                       |
| tot 2009                      | vanaf 2009            |
| Tennis Masters Cup            | ATP Finals            |
| ATP Masters Series            | ATP Tour Masters 1000 |
| ATP International Series Gold | ATP Tour 500          |
| ATP International Series      | ATP Tour 250          |

### Enkelspel
| Nr.                  | Datum             | Toernooi | Ondergrond | Tegenstander in finale | Score    |
| -------------------- | ----------------- | -------- | ---------- | ---------------------- | -------- |
| Gewonnen challengers |                   |          |            |                        |          |
| 1.                   | 11 juni 2013      | Praag    | Gravel     | Javier Martí           | 6-0, 6-1 |
| 2.                   | 16 september 2013 | Szczecin | Gravel     | Pere Riba              | 6-2, 7-5 |
| 3.                   | 21 oktober 2013   | Kazan    | Hardcourt  | Andrej Goloebev        | 6-4, 6-1 |

### Mannendubbelspel
| Nr.                              | Datum             | Toernooi      | Ondergrond    | Partner                  | Tegenstanders in finale                       | Score               |         |
| -------------------------------- | ----------------- | ------------- | ------------- | ------------------------ | --------------------------------------------- | ------------------- | ------- |
| Gewonnen finales herendubbel     |                   |               |               |                          |                                               |                     |         |
| 1.                               | 23 juli 2023      | ATP Båstad    | Gravel        | Gonzalo Escobar          | Francisco Cabral Rafael Matos                 | 6–2, 6–2            | details |
| 2.                               | 11 november 2023  | ATP Sofia     | Hardcourt (i) | Gonzalo Escobar          | Julian Cash Nikola Mektić                     | 6–3, 3–6, [13–11]   | details |
| Verloren finales herendubbel     |                   |               |               |                          |                                               |                     |         |
| 1.                               | 9 januari 2022    | Melbourne     | Hardcourt     | Aisam-ul-Haq Qureshi     | Wesley Koolhof Neal Skupski                   | 4-6, 4-6            | Details |
| 2.                               | 20 februari 2022  | Delray Beach  | Hardcourt     | Aisam-ul-Haq Qureshi     | Marcelo Arévalo Jean-Julien Rojer             | 2-6, 7-6(4), [4-10] | Details |
| 3.                               | 23 april 2023     | Banja Luka    | Gravel        | Francisco Cabral         | Jamie Murray Michael Venus                    | 2-6, 5-7            | Details |
| 4.                               | 18 juni 2023      | ATP Rosmalen  | Gras          | Gonzalo Escobar          | Wesley Koolhof Neal Skupski                   | 6–7(1), 2–6         | details |
| 5.                               | 5 augustus 2023   | ATP Kitzbühel | Gravel        | Gonzalo Escobar          | Alexander Erler Lucas Miedler                 | 4-6, 4-6            | details |
| Gewonnen challengers herendubbel |                   |               |               |                          |                                               |                     |         |
| 1.                               | 4 september 2006  | Donetsk       | Gravel        | Aleksandr Jarmola        | Aleksandr Aksionov Vladislav Klimenko         | 6-4, 6-2            |         |
| 2.                               | 6 augustus 2012   | Samarkand     | Gravel        | Ivan Sergejev            | Divij Sharan Vishnu Vardhan                   | 6-4, 7-6(1)         |         |
| 3.                               | 13 mei 2013       | Samarkand     | Gravel        | Farrukh Dustov           | Radu Albot Jordan Kerr                        | 6-1, 7-6(7)         |         |
| 4.                               | 3 september 2013  | Brașov        | Gravel        | Jaroslav Pospíšil        | Teodor-Dacian Crăciun Petru-Alexandru Luncanu | 6-3, 6-1            |         |
| 5.                               | 19 oktober 2014   | Indore        | Hardcourt     | Adrián Menéndez Maceiras | Yuki Bhambri Divij Sharan                     | 2-6, 6-4, [10-3]    |         |
| 6.                               | 11 januari 2015   | Happy Valley  | Hardcourt     | Andrej Koeznetsov        | Alex Bolt Andrew Whittington                  | 7-5, 6-4            |         |
| 7.                               | 15 maart 2015     | Guangzhou     | Hardcourt     | Daniel Muñoz de la Nava  | Fabrice Martin Purav Raja                     | 6-2, 7-5            |         |
| 8.                               | 20 september 2015 | Istanboel     | Hardcourt     | Andrej Koeznetsov        | Aleksandre Metreveli Anton Zaitcev            | 6-2, 5-7, [10-8]    |         |
| 9.                               | 26 november 2016  | Nur-Sultan    | Hardcourt (I) | Timur Khabibulin         | Michail Jelgin Denis Istomin                  | 7-67, 6-2           |         |
| 10.                              | 7 oktober 2017    | Almaty        | Gravel        | Timur Khabibulin         | Ivan Gakhov Nino Serdarušić                   |                     |         |

## Resultaten grote toernooien
| Legenda | Legenda                          |
| ------- | -------------------------------- |
| g.t.    | geen toernooi gehouden           |
| l.c.    | lagere categorie                 |
| –       | niet deelgenomen                 |
| G       | uitgeschakeld in de groepsfase   |
| 1R      | uitgeschakeld in de eerste ronde |
| 2R      | uitgeschakeld in de tweede ronde |
| 3R      | uitgeschakeld in de derde ronde  |
| 4R      | uitgeschakeld in de vierde ronde |
| KF      | uitgeschakeld in de kwartfinale  |
| HF      | uitgeschakeld in de halve finale |
| F       | de finale verloren               |
| W       | het toernooi gewonnen            |
| w-v     | winst/verlies-balans             |

### Enkelspel
| Grandslamtoernooien  |      |      |     |      |      |      |      |     |
| Australian Open      | 1R   | –    | –   | –    | –    | –    | –    | –   |
| Roland Garros        | 2R   | –    | –   | –    | –    | –    | –    | –   |
| Wimbledon            | 1R   | 1R   | –   | –    | –    | –    | g.t. | –   |
| US Open              | 2R   | 1R   | –   | –    | –    | –    | –    | –   |
| ATP Masters 1000     |      |      |     |      |      |      |      |     |
| Indian Wells         | 1R   | –    | –   | –    | –    | –    | g.t. | –   |
| Miami                | –    | –    | –   | –    | –    | –    | g.t. | –   |
| Monte Carlo          | –    | –    | –   | –    | –    | –    | g.t. | –   |
| Madrid               | –    | –    | –   | –    | –    | –    | g.t. | –   |
| Rome                 | –    | –    | –   | –    | –    | –    | –    | –   |
| Montreal/Toronto     | –    | –    | –   | –    | –    | –    | g.t. | –   |
| Cincinnati           | –    | –    | –   | –    | –    | –    | –    | –   |
| Shanghai             | –    | –    | –   | –    | –    | –    | g.t. | –   |
| Parijs               | –    | –    | –   | –    | –    | –    | –    | –   |
| Olympische Spelen    |      |      |     |      |      |      |      |     |
| Olympische Spelen    | g.t. | g.t. | –   | g.t. | g.t. | g.t. | g.t. | –   |
| Statistieken         |      |      |     |      |      |      |      |     |
| Totaal aantal titels | 0    | 0    | 0   | 0    | 0    | 0    | 0    | 0   |
| Eindejaarsranking    | 129  | 162  | 174 | 260  | 180  | 304  | 331  | 535 |

### Mannendubbelspel
| Grandslamtoernooien  |      |      |     |      |      |      |      |      |      |      |   |
| Australian Open      | –    | –    | –   | –    | –    | –    | –    | –    | 2R   | 2R   |   |
| Roland Garros        | –    | –    | –   | –    | –    | –    | –    | –    | 1R   | 3R   |   |
| Wimbledon            | 2R   | –    | –   | –    | –    | –    | g.t. | 1R   | 2R   | 1R   |   |
| US Open              | –    | –    | –   | –    | –    | –    | –    | 1R   | 2R   | 1R   |   |
| ATP Masters 1000     |      |      |     |      |      |      |      |      |      |      |   |
| Indian Wells         | –    | –    | –   | –    | –    | –    | g.t. | –    | –    | –    |   |
| Miami                | –    | –    | –   | –    | –    | –    | g.t. | –    | –    | –    |   |
| Monte Carlo          | –    | –    | –   | –    | –    | –    | g.t. | –    | –    | –    |   |
| Madrid               | –    | –    | –   | –    | –    | –    | g.t. | –    | –    | –    |   |
| Rome                 | –    | –    | –   | –    | –    | –    | –    | –    | –    | –    |   |
| Montreal/Toronto     | –    | –    | –   | –    | –    | –    | g.t. | –    | –    | –    |   |
| Cincinnati           | –    | –    | –   | –    | –    | –    | –    | –    | –    | –    |   |
| Shanghai             | –    | –    | –   | –    | –    | –    | g.t. | g.t. | g.t. | 2R   |   |
| Parijs               | –    | –    | –   | –    | –    | –    | –    | –    | –    | 1R   |   |
| Olympische Spelen    |      |      |     |      |      |      |      |      |      |      |   |
| Olympische Spelen    | g.t. | g.t. | –   | g.t. | g.t. | g.t. | g.t. | –    | g.t. | g.t. |   |
| Statistieken         |      |      |     |      |      |      |      |      |      |      |   |
| Totaal aantal titels | 0    | 0    | 0   | 0    | 0    | 0    | 0    | 0    | 0    | 2    | 0 |
| Eindejaarsranking    | 199  | 160  | 223 | 323  | 399  | 199  | 131  | 72   | 50   | 45   |   |